# Ansomys
Ansomys és un gènere de rosegador extint de la família dels aplodòntids, que actualment només conté una espècie vivent, el castor de muntanya. Tingué una àmplia distribució holàrtica des de l'Eocè fins al Miocè.